# Sumirago
Sumirago är en ort och kommun i provinsen Varese i regionen Lombardiet i Italien. Kommunen hade 6 115 invånare (2018).